# Saola
Saola, Vu Quang govedo ili Azijski jednorog (Pseudoryx nghetinhensis) je jedan od najrjeđih sisavaca na svijetu; naime, ova vrsta šumskog goveda se može pronaći samo na gorju Annamite na granici Vijetnama i Laosa koje se odlikuje dubokim klancima (visina od 300-1.800 m) obraslim gustim monsunskim šumama (npr. Nacionalni park Phong Nha Ke Bang). Vrsta je definirana nakon otkrića ostataka tri jedinke 1992. godine u rezervatu prirode Vu Quang (Vijetnam), u zajedničkoj promatračkoj misiji ministarstva šumarstva Vijetnama i WWF-a.
Sljedećih 18 godina ova životinja nije uočena, sve dok koncem kolovoza 2010. godine jedan seljak u Laosu nije ulovio jedan primjerak koji je uginuo prije no što su državni čuvari prirode uredili njegovo puštanje na slobodu. Tijelo ove životinje proučavaju znanstvenici ne bi li se ova vrsta bolje spoznala.

## Imena
Saola je naziv koji dolazi od tajske riječi, koja je identična i u laoskom jeziku, a znači "vretenasti rog". Njezin latinski naziv dolazi od pseudoryx, čime se ističe njezina sličnost s antilopom oryxom, dok je nghetinhensis složenica od naziva dvije vijetnamske pokrajine, Nghe An i Ha Tinh. Lokalni narod Hmong ju zove saht-supahp ("pristojna životinja"), jer se kreće nečujno kroz šumu. Zbog njezine rijetkosti i očite nježne prirode mediji su je nazvali "Azijskim jednorogom", iako nema nikakve veze s mitskom životinjom, niti kineskom inačicom, Qilinom.

## Odlike
Prema dosadašnjim nalazima saola pripada u potporodicu Bovini i najbliži srodnici su joj domaće govedo i bizoni. No, po svojim jednostavnim zubima i drugim morfološkim odlikama pripada tzv. "primitivnim govedima".
Prema proučenim saolama, one su visoke oko 85 cm, u razini ramena, i teške oko 90 kg. Krzno im je tamno smeđe s bijelom prugom duž leđa. Noge su tamnije s tri bijele mrlje kod stopala i bijelim vertikalnim prugama preko obraza, obrva, nosa i brade. Rogovi su im blago zakrivljeni unatrag i mogu narasti do pola metra u duljinu. 
Prema lokalnom stanovništvu, saole žive u skupinama rijetko većima od dvije-tri jedinke. Označavaju teritorij mošusnim žlijezdama za koje se vjeruje kako su najveće u životinjskom svijetu.

### Ostali projekti
|  | Zajednički poslužitelj ima još gradiva o temi Pseudoryx nghetinhensis |
|  | Wikivrste imaju podatke o taksonu Pseudoryx nghetinhensis             |